# Sacabutx

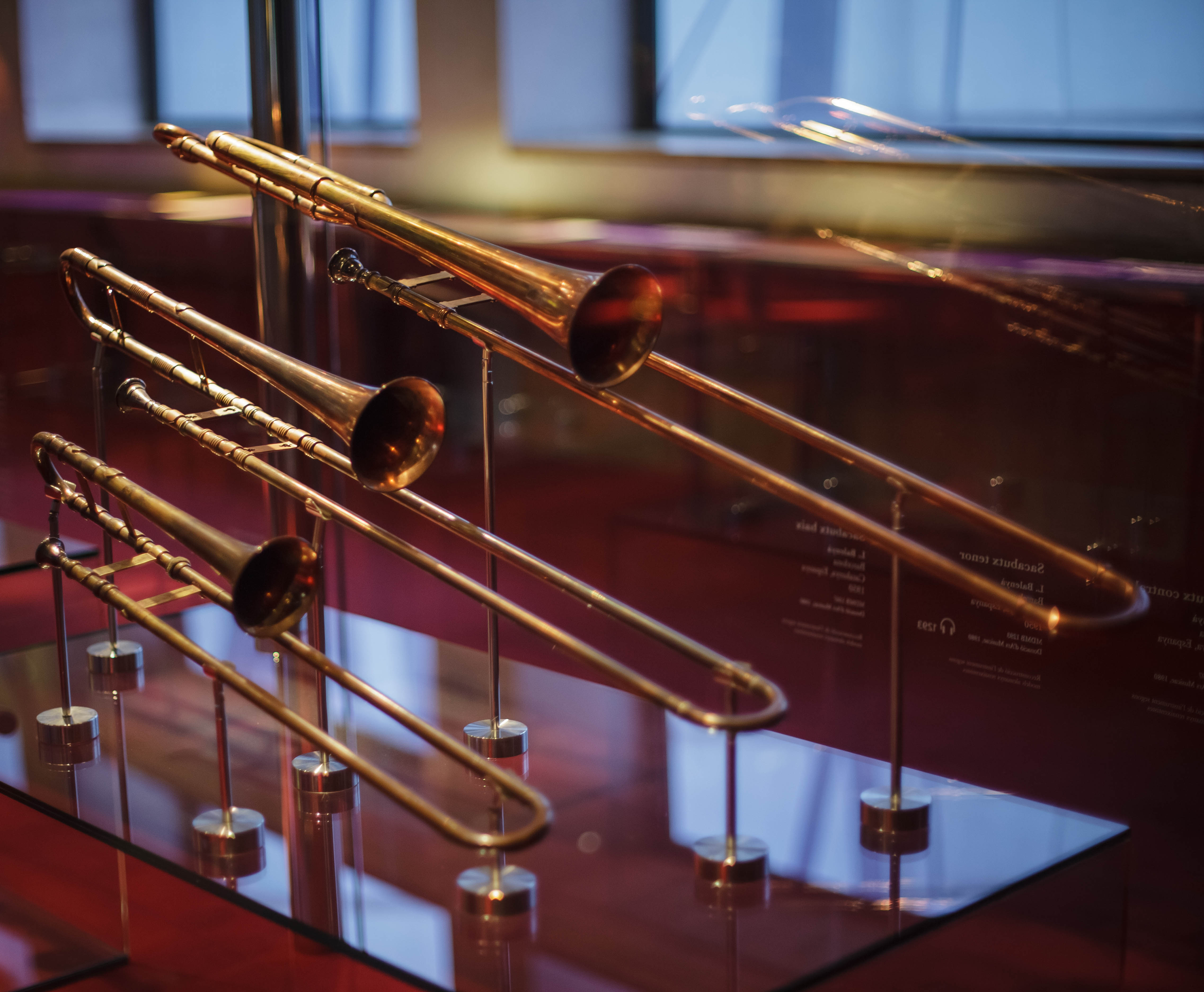
Conjunt de sacabutxos del Museu de la Música de Barcelona

El sacabutx és un instrument de vent-metall del període renaixentista i barroc. És considerat l'avantpassat del modern trombó de vares. El nom deriva del francès "sacquer" i "bouter" (tirar o treure, i empènyer) i el terme sobreviu amb nombroses variacions en anglès ("sacbut, sagbut, shagbolt, shakbusshe"), en alemany ("Posaune"), en italià ("Trombone"), en espanyol ("sacabuche") o en francès ("Sacqueboute"). El terme és rellevant perquè sembla indicar sempre l'acció de la vara en forma d'U. "Sacabutx" s'usa per diferenciar l'instrument històric del trombó de vares modern. El creixent interès en la interpretació amb els instruments originals ha relacionat a molts músics amb el sacabutx.

## Història
El sacabutx deriva de la família medieval de les trompetes. Originari de l'edat mitjana, la primera referència a l'instrument data de 1468, en les noces de Carlos el Valent i Margarida de York en Bruixes, durant la qual va ser utilitzada una "trompette saicqueboute". Alguns estudiosos mantenen que l'instrument no pot ser datat mai abans del segle xv, i les referències sobre el seu origen són incertes. El moviment del tub permet interpretar tota l'escala cromàtica, per la qual cosa en la seva època va ser considerat l'instrument amb broquet més perfeccionat i complet.
L'instrument va evolucionar en el que avui coneixem com a trombó, però se'l sol descriure amb un so més suau. Va ser emprat principalment en les tesitures d'alt, tenor i baix, modificant-ne la seva mida. Fou un dels instruments més importants a l'escola polifònica veneciana del Barroc, juntament amb la corneta i l'orgue. Comparat amb un trombó tenor actual, el sacabutx és considerablement més petit, amb un tub de diàmetre inferior i una campana també més petita.

## Construcció
Els sacabutxos tenien diversos registres. D'acord amb allò escrit per Michael Praetorius al Syntagma Musicum (1614), existien l'alt, el tenor, i baix en quarta o cinquena, així com el contrabaix. El més usual en l'actualitat és l'alt en Mi bemoll, tenor en Re bemoll, baix en Fa (quarta) o Mi bemoll (cinquena). Els baixos, a causa de la seva longitud, tenen una maneta en el cos fix de l'instrument, que s'usa per permetre una posició més oberta.
Segons la classificació de Hornbostel-Sachs, el sacabutx és un aeròfon de columna del tipus trompeta cromàtica extensible. El so és generat per la vibració dels llavis de l'intèrpret, que és recollida en un broquet metàl·lic, de forma hemisfèrica, que pot separar-se del cos de l'instrument. Té un tub acústic de llautó i de vegades de plata, llarg, estret i cilíndric, dividit en dues seccions, una de les quals és formada per dos tubs paral·lels units per un tirany. A la part més propera del músic, en un dels tubs s'hi encaixa el broquet i l'altre es corba o es cargola, en els models més greus, i acaba en un pavelló petit, sovint amb decoració, que es projecta cap endavant.

## Afinació
Els conjunts de vent del Renaixement tenien típicament una afinació de La = 415 Hz., mig to més baix que l'afinació moderna. Els tenors que sobreviuen en Si bemoll estan afinats amb La = 415 Hz. Altres fonts de l'època descriuen un alt en Re, tenor en La i baix en el Mi. Alguns conjunts van començar a usar posicions en La i en La menor per interpretar obres medievals amb major precisió, en lloc de transportar mig to cap amunt.

## So
El so del sacabutx es caracteritza per un timbre de caràcter més vocal, més delicat que els instruments moderns. La seva flexibilitat dinàmica li permet un estil vocal d'interpretació i facilita l'articulació més efectiva del fraseig.

## Repertori
El sacabutx va reemplaçar a la trompeta de tub al segle xv, amb conjunts que eren comuns a les ciutats de tot Europa. També ha estat usat en música sacra, tant per a música instrumental (especialment pels membres de la família Gabrieli a la fi del segle xvi a Venècia) com per duplicar les veus a la polifonia coral. En aquest cas les parts de soprano i contralt eren sovint interpretades per corneta o per xeremies (oboè medieval), on també la corneta sovint és reemplaçada per violins en la música italiana del segle xvii. Els sacabutxos també es tocaven en les corts (dance music).
Al segle xvii va existir un considerable repertori de música de cambra per sacabutx, en diverses combinacions amb violins, cornetes, dolçaines, sobre el baix continu. Alguns dels compositors van ser Dario Castello, Giovanni Battista Fontana, Johann Heinrich Schmelzer, Giovanni Paolo Cima i Andrea Cima. Giovanni Martino Cessés va escriure «La *Hyeronima», la peça més antiga coneguda per a trombó solista amb acompanyament.
Daniel Speer (1636-1707), compositor alemany, va escriure importants tractats de teoria musical i la manera de tocar els instruments del seu temps. La seva Sonata per a trompeta i tres sacabutxos, la Sonata per a tres sacabutxos, la Sonata per a quatre sacabutxos i la Sonata per a dues trompetes i tres sacabutxos mostren el seu mestratge a compondre per als instruments de metall.
L'organista i compositor alemany Johann Rudolf Ahle, en 1674, va publicar un nombre de col·leccions que especifiquen l'ús de sacabutxos (fins a set en una composició), cornetes i trompetes, així com violins i violes.
Johann Sebastian Bach va compondre la seva Cantata n.º 4 «Christ lag in Todes Banden» (1707) amb corneta, sacabutxos, cordes i baix continu. Probablement la peça més fina dels treballs de Bach que utilitzen cornetes i sacabutx és la seva Cantata n.º 118 «O Jesu Christ, mein Lebens Licht», amb corneta, dos lituii (semblants a la trompeta) i tres sacabutxos. Va declinar l'ús del sacabutx o trombó en la música formal després del 1700, però es va mantenir en algunes bandes de música de caràcter amateur.